# Doge (meme)

Bản gốc của meme Internet "Doge"

Doge (thường được phát âm thành /ˈdoʊʒ/ DOHZH hoặc /ˈdoʊɡ/ DOHG) là một meme Internet trở nên nổi tiếng vào năm 2013. Nó thường bao gồm hình chụp một chú chó Shiba Inu cùng với những đoạn văn bản nhiều màu viết bằng phông chữ Comic Sans ở cận cảnh. Đoạn văn bản thường dùng để thể hiện những câu độc thoại nội tâm viết bằng tiếng Anh nhưng bị sai ngữ pháp một cách có chủ ý.
Meme này lấy cảm hứng từ một bức ảnh đăng vào năm 2010 và trở nên nổi tiếng vào cuối năm 2013 đến mức được Know Your Meme gọi là "meme hàng đầu" trong năm đó. Đơn vị tiền ảo Dogecoin ra mắt vào tháng 12 năm 2013 cũng lấy cảm hứng từ meme Doge. Chú chó Shiba Inu trong meme còn có cơ hội xuất hiện trên chiếc xe NASCAR của Josh Wise như một phần của hợp đồng tài trợ. Một thành viên của Quốc hội Hoa Kỳ đã nhắc tới Doge trong video hướng dẫn an toàn bay của hãng hàng không Delta Air Lines. Video này thực chất là "trò đùa trứng phục sinh" của Google. MV "Word Crimes" của "Weird Al" Yankovic cũng đã đề cập đến chú chó trong meme. Vào cuối thập kỷ 2010 thì meme có dấu hiệu phổ biến trở lại. Nhiều cuộc thăm dò trực tuyến và phương tiện truyền thông đã công nhận Doge là một trong những meme Internet hàng đầu của thập niên 2010.

## Cấu trúc
Doge sử dụng một cụm từ gồm hai từ, trong đó từ đầu tiên luôn là một trong năm từ để bổ nghĩa (như "so", "such", "many", "much", và "very") và những từ này sẽ dùng với một từ mà nó không thể bổ nghĩa một cách chính xác để cố tình tạo ra sự sai ngữ pháp. Ví dụ như cụm "Much respect. So noble." sử dụng các từ bổ nghĩa của doge nhưng không "đúng" trong doge vì các từ được bổ nghĩa một cách chính xác. Phiên bản của doge sẽ phải là "Much noble, so respect." Cùng với những cụm từ trên, lời nói trong doge thường kết thúc bằng một từ duy nhất, phổ biến nhất là "wow" nhưng các từ như "amaze" và "excite" cũng được sử dụng.
Kể từ khi meme này ra đời, nhiều biến thể và dị bản của nó cũng được tạo ra, đáng chú ý có thể kể đến là "liquified doge". "Liquified doge" là một biến thể mà trong đó, hình dạng chú chó bị biến dạng thành các động vật khác, trong đó có "ironic Doge". "Ironic Doge" là phiên bản thường gặp của biến thể mà nhân vật Doge được đặt vào tình huống trớ trêu và không bình thường nhằm sử dụng với mục đích châm biếm. Meme "ironic Doge" này còn sản sinh thêm một số meme về các nhân vật liên quan khác, thường là những chú chó. Trong số đó có Cheems, một con Shiba Inu với đặc trưng điển hình là cố tình nói ngọng bằng cách chèn thêm chữ "M" xuyên suốt câu văn của nó. Một meme trở nên phổ biến vào năm 2020 là "Swole Doge vs. Cheems". Nội dung của meme thường thể hiện một bên là Doge to lớn và cơ bắp cuồn cuộn, một bên là chú chó Cheems bé nhỏ. Chú chó Doge to lớn thường được miêu tả là giá trị tốt đẹp hơn của quá khứ, còn Cheems bé nhỏ là phiên bản hiện đại yếu đuối hơn.

## Ảnh hưởng

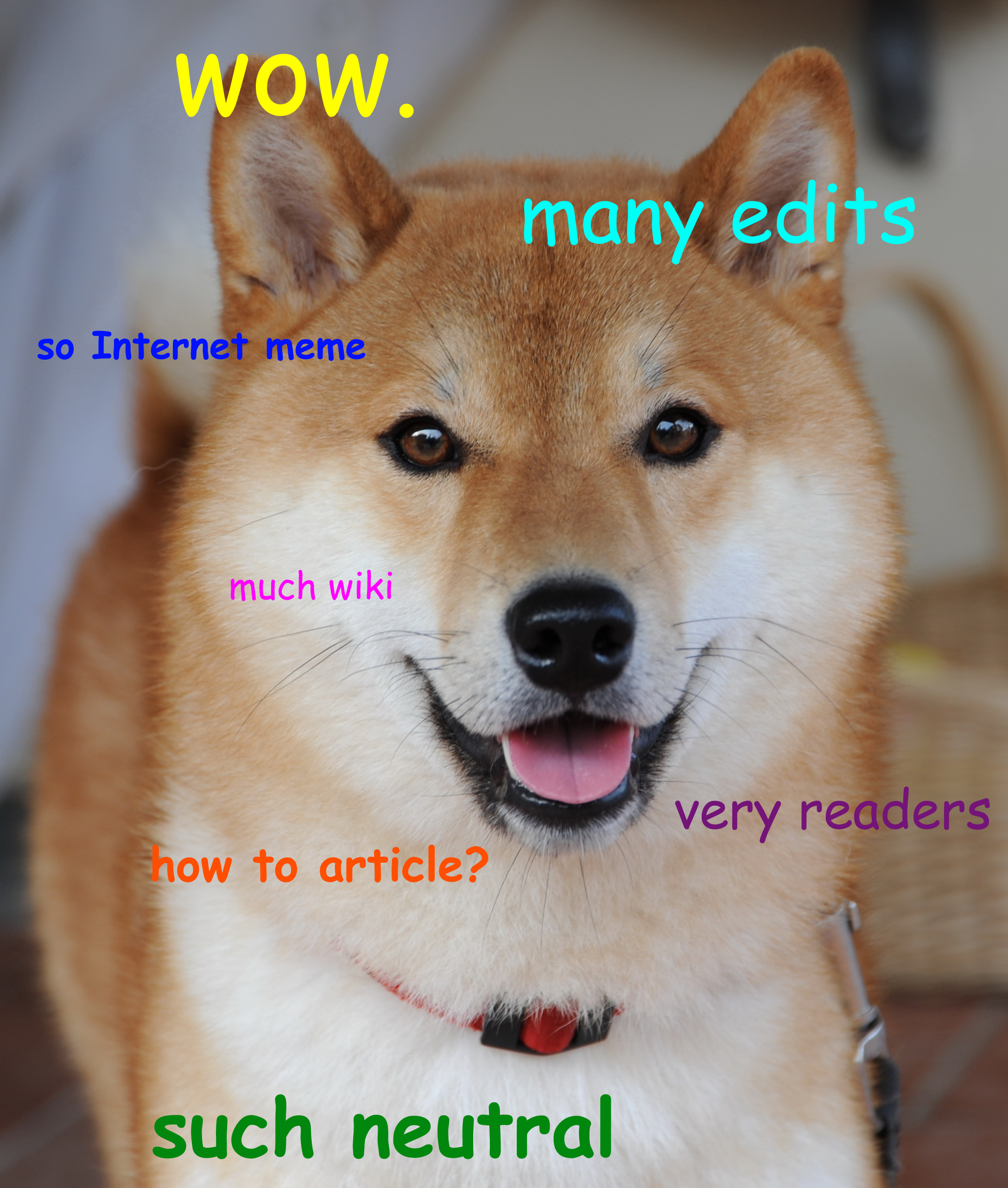
Một meme Doge về Wikipedia

### Hình tượng trong văn hóa

Logo của tiền ảo Dogecoin